# کایاجن
کایاجن (انگلیسی: Qiagen) شرکت داروسازی آلمانی است، که در سال ۱۹۸۴ تأسیس شد.